# مسيحية مبكرة

كانت سمكة المسيح أحد أهم الرموز المسيحية

المسيحية المبكرة مصطلح يشير إلى المسيحية في الفترة التي أعقبت موت يسوع المسيح، من 33م بحسب التقليد الكنسي، حتى عام 325م تاريخ انعقاد مجمع نيقية المسكوني الأول، ويستخدم هذا المصطلح في أحيانا أخرى لتضييق تلك الفترة، فتشمل فقط الكنيسة المسيحية الأولى التي ضمت تلاميذ المسيح الأولين ومعاصريهم ومن خلفهم مباشرة.
كان المسيحيون الأوائل -كما ذُكِر في الفصول الأولى من سفر أعمال الرسل- جميعًا يهود إما بالميلاد أو التحويل («التبشير» في المصطلحات الكتابية)، ويشير إليهم المؤرخون كمسيحيين يهود. وأنتشرت رسالة الإنجيل المبكّرة شفهيًا ربما في الأصل باللغة الآرامية ولكن على الفور أيضًا باللغة اليونانية. وذكر في سفر أعمال الرسل والرسالة إلى أهل غلاطية في العهد الجديد أن أول جماعة مسيحية تمحورت حول بيت المقدس وأن قادتها كان بينهم بطرس ويعقوب البار ويوحنا الرسول.
أشارت أعمال الرسل والرسالة إلى أهل غلاطية في العهد الجديد أن مقر المجتمع المسيحي الأول كان في بيت المقدس، والذي كان يضم بعض القادة كبطرس ويعقوب ويوحنا الرسول.
بعد تحوله ادعى بولس الرسول لقب «الرسول إلى الوثنيين»، ويُقال أن تأثير بولس على التفكير المسيحي أكثر أهمية من أي مؤلف آخر في العهد الجديد. وبحلول نهاية القرن الأول بدأت تُعرف كديانة منفصلة عن الديانة اليهودية والتي تطورت بعد ذلك عقب تدمير الهيكل الثاني عام 70 ميلادية.

## التاريخ
كون التابعون الأوائل لليهودية طائفة الهيكل الثاني اليهودية والتي يشير اليها المؤرخون بالمسيحيين اليهود. الجزء الأول من هذه الفترة -أثناء عهد الإثنى عشر رسولاً- تسمى عصر الرسل. تمشيًا مع الإرسالية الكبرى المنسوبة ليسوع المبعوث قيل أن الرسل اختفوا من مدينة أورشليم وقامت البعثات التبشيرية المسيحية بنشر المسيحية إلى المدن في جميع أنحاء العالم الهلنستي وحتى خارج الإمبراطورية الرومانية. العلاقة بين بولس الرسول واليهودية ما زالت موضع خلاف على الرغم من أن تأثير بولس على التفكير المسيحي يُقال أنه أكثر أهمية من أي كاتب آخر في العهد الجديد.
عانَى المسيحيون الأوائل في الإمبراطورية الرومانية من ضغوطات واضطهادات متفرقة ضد المسيحية نتيجة لضغط التجمعات الوثنية على السلطات الرومانية لتتخذ موقف ضد المسيحين، لاعتقادهم بأن رفضهم لشرف تكريم الآلهة، سيجلب لهم المصائب.
زاد الاضطهاد في الأناضول حتى نهاية القرن الأول، وأصدر الإمبراطور تراجان عام 111 لوائح حول إجراء محاكمات تحت إشراف الحاكم الروماني للمنطقة. إتُخِذ الحدث الأول ضد المسيحين قبل نص قرن بأمر من الإمبراطور تحت إشراف نيرون بعد حريق روما الكبير عام 64 ميلاديا. كتب ترتليان نحو نهاية القرن الثاني «إنهم يعتقدون أن المسيحين وراء كل كارثة عامة، وراء كل ضائقة تصيب الناس، لو أن نهر التايبر مرتفعًا مثل أسوار المدينة، وإذا لم يرسل النيل مياهه نحو الحقول، إذا لم تمطر السماء، إذا كان هناك زلزالًا، أو إذا كان هناك مجاعة أو وباء، فدائمًا ما يدينون المسيحيين بذلك».
استخدم الكتاب المسيحيون الأوائل معرفتهم باللغة والأدب الهيليني لمعارضة الهيلينية. على الرغم من أن الدفاع عن المسيحية في وقت مبكر قد عالج قضية الدين اليوناني بالتأكيد، فإن انتقادات الكتاب الأوائل المسيحيين امتدت أيضًا إلى ما وصفه كتاب أكسفورد بأنه «الامتياز الثقافي الذي اعتُبر مستحقًا من إتقان اللغة اليونانية». يعتقد تاتيان - تلميذ القديس جاستن - أن الحضارة الهيلينية كانت شريرة، وقد كتب عن المكان المميز للهجة الأتيكية اليونانية بين اللهجات اليونانية القديمة وسخرية اليونانيين مقارنًا عقولهم بـ «جرة دنايدس (التي تسرب)». يتناقض أثيناغوارس في نص سجالي أكثر خفوتًا مع مايعتقد أنه خير المسيحين الأُمِيين مع أولئك الذين يخفضون السلوكيات، ويزيلون الغموض، ويشرحون علم أصول الكلام.
أثناء فترة ما قبل نيقية بعد العصر الرسولي، ظهر تنوع كبير في وجهات النظر في وقت واحد مع خصائص موحدة قوية تفتقر إلى الفترة الرسولية. جزء من الإتجاه الموحِّد كان كراهية لليهود على نحو متزايد، ورفضًا لليهودية. نمت المسيحية في وقت مبكر بشكل تدريجي بعيدًا عن اليهودية خلال القرنين الأولين، ورسخت نفسها كدين في الغالب غير يهودي في الإمبراطورية الرومانية.
وفقاً لويل ديورانت، سادت الكنيسة المسيحية على الوثنية لأنها قدمت عقيدة أكثر جاذبية ولأن قادة الكنيسة تناولوا الحاجات الإنسانية أفضل من منافسيهم.

## الممارسات
من كتابات المسيحيين الأوائل، حاول المؤرخون أن يجمعوا بين فهم مختلف الممارسات المسيحية المبكرة بما في ذلك خدمات العبادة والعادات والاحتفالات. وصف الكتاب المسيحيون الأوائل مثل القديس جاستن (100-165) هذه الممارسات.

## المعمودية
من المحتمل أن تكون المعتقدات المسيحية المبكرة فيما يتعلق بالمعمودية سبقت كتابات العهد الجديد. يبدو أن العديد من الطوائف اليهودية وبالتأكيد تلاميذ يسوع قد مارسوا المعمودية والتي أصبحت جزء لا يتجزأ من جميع مظاهر الدين اليهودي. قام يوحنا المعمدان بتعميد الكثيرين قبل أن تتم المعمودية باسم يسوع المسيح. العديد من التفسيرات ستصبح فيما بعد معتقدات مسيحية أرثوذكسية تتعلق بالمعمودية يمكن أن تعزى إلى الرسل مثل بولس والذي ربط المعمودية بالدفن مع المسيح في موته (رومية 6: 3-4 ؛ كولوسي 2: 12).
على أساس هذا الوصف كان من المفترض من قِبَل بعض اللاهوتيين الحديثيين أن المسيحين الأوائل مارسوا المعمودية بالغمر، التغطيس الكامل تحت الماء (متى 3:13-17). يناقَش هذا التفسير بين الطوائف المسيحية التي تدافع عن المعمودية الغامرة على وجه الحصر وأولئك الذين يمارسون المعمودية عن طريق سكب الماء أو الرش بالإضافة إلى طريقة الغمر. ومع ذلك فإن ديداخي -واحدة من أوائل الكتابات المسيحية حول الممارسات الليتورجية- تشير إلى أن المعمودية قد تحدث عن طريق سكب الماء على الرأس ثلاث مرات باستخدام الصيغة الثلاثية (باسم الآب والأبن والروح القدس). وواصلت الكنيسة الأرثوذكسية هذه الممارسات.
معمودية الأطفال كانت تُمارس على نطاق واسع قبل القرن الثالث على الأقل ولكن تم التنازع حول ما إذا كانت في القرون الأولى من المسيحية. يعتقد البعض أن الكنيسة مارست معمودية الأطفال في الفترة الرسولية بحجة أن ذكر معمودية الأسر في أعمال الرسل كان سيشمل الأطفال داخل الأسرة. يعتقد آخرون أنه تم استبعاد الرضع من معمودية الأسر مستشهدين بأبيات الكتاب المقدس التي تصف الأسر المعيشية بأنها مؤمنة والتي لا يستطيع الرضع القيام بها. في القرن الثاني قد يكون إيريناوس -أسقف ليون- قد أشار إليها. بالإضافة إلى ذلك كتب جاستن الشهيد عن المعمودية في الاعتذار الأول (مكتوبة في منتصف القرن الثاني) بوصفها كخيار ونقضها مع عدم وجود خيار واحد لديه في الولادة الجسدية وبالرغم من ذلك يبدو ان جوستين الشهيد أوضح أيضًا في مكان آخر أن المؤمنين كانوا "تلاميذ من الطفولة" مشيرًا ربما إلى معموديتهم. قال الأسقف بوليكارب -تلميذ من الرسول يوحنا- في استشهاده (168م) أنه كان في "خدمة المسيح" لمدة ستة وثمانين عامًا. التواريخ الأخرى المسجلة من حياة بوليكارب تجعل من المرجح أن الستة وثمانين عامًا كان عمره منذ الولادة أيضًا. يختتم يواكيم جيرمياس من هذه الحقائق مايلي: "هذا يُظهر على أي حال أن والديه كانا مسيحين بالفعل أو على الأقل تم تحويلهما بعد وقت قصير من ولادته، إذا كان والديه وثنيين عند ولادته لكان قد تم تعميدهما مع الـ "المنزل" في تحويلهم. ولكن حتى لو كان والديه مسيحين فإن هذه الكلمات "خدمة المسيح لمدة ستة وثمانين عامًا" تدعم المعمودية بعد ولادته بفترة قصيرة بدلاً من واحدة كطفل "سنوات ناضجة"... ولهذا لايوجد أي دليل على الإطلاق.
"إن ما يسمى بالتقاليد الرسولية يقول "اعمد الأطفال اولًا، وإذا تمكنوا من التحدث عن أنفسهم فدعهم يفعلون ذلك، وإلا فدع والديهم أو أقارب آخرين يتحدثون عنهم." إذا كتب هيبوليتوس الرومي يمكن تأريخ التقليد الرسولي حوالي عام 215 ميلاديًا لكن العلماء الحاليين يعتقدون أنه مادة من مصادر منفصلة تتراوح من منتصف القرن الثاني إلى القرن الرابع يتم جمعها وتجميعها في حوالي 375-400 ميلاديًا.
```
أدلة القرن الثالث أكثر وضوحًا مع كل من 
أوريجانوس
 (استدعاء معمودية الرُضع «وفقًا لاستخدام الكنيسة»)
[
16
]
 
وقبريانوس
 الذي يدافع عن هذه الممارسة. يعترف ترتليان بالممارسة (وأن الكفلاء سيتحدثون نيابة عن الأطفال)، لكنهم يحملون وجهة نظر غير عادية عن الزواج ويجادلون ضده على أساس أنه يجب تأجيل المعمودية إلى ما بعد الزواج.
[
17
]
```

تفسير ممارسات المعمودية للكنيسة المبكرة مهم لمجموعات مثل المعمدانيين، والقائلون بتجديد العماد، وكنائس المسيح الذين يعتقدون أن معمودية الرضع هي تطور حدث خلال أواخر القرن الثاني إلى أوائل القرن الثالث. تشير الكتابات المسيحية المبكرة المذكورة والتي ترجع إلى القرنين الثاني والثالث إلى أن المسيحيين في وقت مبكر من القرن الثاني حافظوا على مثل هذه الممارسة.

## للمزيد من القراءة
- تاريخ المسيحية المبكرة.

## انظر ايضا
- البربرانية
- المونارخية
- قوليريديانية